# Kościół Matki Bożej Królowej Korony Polskiej w Kłosowie
Kościół Matki Bożej Królowej Korony Polskiej w Kłosowie – kościół filialny parafii Najświętszej Maryi Panny Częstochowskiej w Czelinie.

## Opis
Świątynia orientowana, salowa, zbudowana z kamienia polnego, granitowych ciosów i cegły; pierwotnie w stylu gotyckim, dobudowane następnie zostały wtopiona drewniana wieża, kruchta oraz zakrystia. Wewnątrz znajduje się drewniany strop oraz ołtarz z 1. połowy XVIII w. z dwoma kolumnami korynckimi (datowanymi na połowę XIX w.) i rzeźbionym ornamentem liścia akantu.
Do nieczynnego cmentarza przykościelnego przylega od strony południowo-wschodniej dawny cmentarz ewangelicki, założony w 1938 r. i użytkowany do dzisiaj. W sąsiedztwie kościoła znajduje się wolnostojąca dzwonnica o drewnianej konstrukcji, która powstała w 1. połowie XX wieku. Dwa dzwony, które w niej wiszą, są nieznanego pochodzenia, ponieważ powojenni mieszkańcy wsi kupili je od szabrowników.

## Historia
Kościół zbudowany został w 1. połowie XIV w., wzmianka o nim znalazła się w księdze ziemskiej margrabiego brandenburskiego Ludwika Starszego z 1337 r., gdzie podano iż uposażony był 1 łanem ziemi. W 1371 r. wymieniony został jako parafialny, zaś w 1493 r. parafia w Kłosowie została połączona z wikariatem Mieszkowic.
Drewniana wieża nad fasadą zachodnią dobudowana została w 2. połowie XIX w., kruchta do ściany północnej w 1725 r., zakrystia po 1945 r. Remont przeprowadzono w 1970 r., wyprostowano wówczas drewnianą wieżę.